# Communauté de communes de Podensac
La communauté de communes de Podensac est un ancien établissement public de coopération intercommunale (EPCI) français, situé dans le département de la Gironde, en région Nouvelle-Aquitaine.
Situé à 40 kilomètres de Bordeaux et à 15 kilomètres de Langon, sur la rive gauche de la Garonne, son territoire de 240 km2 est essentiellement forestier et viticole.
Depuis décembre 2005, la communauté de communes de Podensac était adhérente, à part entière, du syndicat mixte du Pays des Rives de Garonne dont l'objectif est un projet commun de développement socio-économique, de gestion de l'espace et d'organisation des services.

## Historique
La communauté de communes du canton de Podensac a été créée par arrêté préfectoral en date du 29 décembre 2003 sur la base de 13 communes participantes.
En application du schéma départemental de coopération intercommunale, ses communes intègrent le 1er janvier 2017 la nouvelle Communauté de communes de Podensac, des Coteaux de Garonne et de Lestiac-sur-Garonne, Paillet, Rions.

## Composition
La communauté de communes regroupait les 13 communes suivantes :
| Nom                      | Code Insee | Gentilé         | Superficie (km2) | Population (dernière pop. légale) | Densité (hab./km2) |
| ------------------------ | ---------- | --------------- | ---------------- | --------------------------------- | ------------------ |
| Podensac (siège)         | 33327      | Podensacais     | 8,34             | 3 115 (2014)                      | 374                |
| Arbanats                 | 33007      | Arbanatais      | 7,60             | 1 142 (2014)                      | 150                |
| Barsac                   | 33030      | Barsacais       | 14,48            | 2 054 (2014)                      | 142                |
| Budos                    | 33076      | Budossais       | 21,10            | 768 (2014)                        | 36                 |
| Cérons                   | 33120      | Céronnais       | 7,83             | 2 099 (2014)                      | 268                |
| Guillos                  | 33197      | Guillossais     | 22,67            | 441 (2014)                        | 19                 |
| Illats                   | 33205      | Illadais        | 29,24            | 1 386 (2014)                      | 47                 |
| Landiras                 | 33225      | Landiranais     | 59,75            | 2 245 (2014)                      | 38                 |
| Portets                  | 33334      | Portésiens      | 15,49            | 2 615 (2014)                      | 169                |
| Preignac                 | 33337      | Preignacais     | 13,26            | 2 183 (2014)                      | 165                |
| Pujols-sur-Ciron         | 33343      | Pujolais        | 7,53             | 786 (2014)                        | 104                |
| Saint-Michel-de-Rieufret | 33452      | Saint-Michelois | 18,94            | 650 (2014)                        | 34                 |
| Virelade                 | 33552      | Vireladais      | 13,41            | 1 030 (2014)                      | 77                 |

## Démographie
| 2011   | 2012   | 2013   |
| ------ | ------ | ------ |
| 19 350 | 19 727 | 20 161 |

## Administration
L'administration de l'intercommunalité reposait, à compter du renouvellement général des conseils municipaux de mars 2014, sur 28 délégués titulaires, à raison d'un délégué par commune membre, sauf Podensac et Portets qui en disposent de quatre chacune, Preignac, Barsac, Landiras et Cérons de trois chacune et Illats de deux.
| Période                                  | Période    | Identité         | Étiquette          | Qualité                                                              |
| ---------------------------------------- | ---------- | ---------------- | ------------------ | -------------------------------------------------------------------- |
| Les données manquantes sont à compléter. |            |                  |                    |                                                                      |
| 2008                                     | avril 2014 | Philippe Meynard | MoDem puis FED-UDI | Maire de Barsac (2004-2016), conseiller régional d'Aquitaine (2010-) |
| avril 2014                               | 2016       | Bernard Mateille | PS                 | Maire de Podensac (2001-)                                            |

Le président était assisté de huit vice-présidents :
- Jean-Gilbert Bapsalle, maire de Preignac, chargé de la voirie et des bâtiments,
- Christian Boyer, conseiller municipal de Barsac, chargé du développement économique et de la gestion des zones d'activités,
- Didier Cazimajou, maire de Portets, chargé du réseau de lecture publique, de la culture, de la vie associative et des sports,
- Jean-Noël Clamour, adjoint au maire de Cérons, chargé du conseil intercommunal de Sécurité et de Prévention de la Délinquance (CISPD),
- Sylvia-Mylène Doreau, maire de Guillos, chargé des déchets ménagers et du tri sélectif,
- Philippe Dubourg, maire d'Illats, chargé de l'administration générale,
- Marc Gauthier, maire de Saint-Michel-de-Rieufret, chargé de l'urbanisme, de l'environnement, et du Service public d'assainissement non collectif (SPANC),
- Jean-Marc Pelletant, maire de Landiras, chargé de l'enfance, de la jeunesse, de la solidarité et des personnes âgées.

## Compétences
La CDC était dotée de sept compétences propres :
- Aménagement de l'espace,
- Actions de développement économique intéressant l'ensemble de la communauté,
- Protection et mise en valeur de l'environnement,
- Politique du logement et du cadre de vie,
- Création, aménagement et entretien de la voirie,
- Actions culturelles, sportives et éducatives,
- Tourisme.